# Kanton L’Aigle-Est
Der Kanton L’Aigle-Est war von 1982 bis 2015 ein französischer Wahlkreis im Arrondissement Mortagne-au-Perche, im Département Orne und in der Region Basse-Normandie; sein Hauptort war L’Aigle.

## Gemeinden
Der Kanton bestand aus acht Gemeinden und einem Teil von L’Aigle (angegeben ist hier die Gesamteinwohnerzahl der Stadt, im Kanton lebten etwa 3000 Einwohner):
| Gemeinde                | Einwohner Jahr | Fläche km² | Bevölkerungsdichte | Code INSEE | Postleitzahl |
| ----------------------- | -------------- | ---------- | ------------------ | ---------- | ------------ |
| L’Aigle                 | 7983 (2013)    | –          | – Einw./km²        | 61214      | 61300        |
| Chandai                 | 647 (2013)     | –          | – Einw./km²        | 61092      | 61300        |
| Crulai                  | 941 (2013)     | –          | – Einw./km²        | 61140      | 61300        |
| Irai                    | 590 (2013)     | –          | – Einw./km²        | 61208      | 61190        |
| Saint-Martin-d’Écublei  | 628 (2013)     | –          | – Einw./km²        | 61423      | 61300        |
| Saint-Michel-Tubœuf     | 569 (2013)     | –          | – Einw./km²        | 61432      | 61300        |
| Saint-Ouen-sur-Iton     | 899 (2013)     | –          | – Einw./km²        | 61440      | 61300        |
| Saint-Sulpice-sur-Risle | 1697 (2013)    | –          | – Einw./km²        | 61456      | 61300        |
| Vitrai-sous-Laigle      | 216 (2013)     | –          | – Einw./km²        | 61510      | 61300        |